# Чарыярдурдыев, Какагельды
Какагельды Чарыярдурдыев (туркм. Kakageldi Çaryýardurdyýew; род. 1974, Геок-Тепе, Ашхабадская область, Туркменская ССР) — туркменский государственный деятель. Пресс-секретарь Президента Туркменистана.

## Образование и специальность
В 1995 году окончил Туркменский государственный институт культуры.

## Карьера
Трудовую деятельность начал в 1990 году арендатором дайханского объединения «Геоктепе» Геоктепинского этрапа Ахалского велаята. Далее работал преподавателем, старшим преподавателем, руководителем художественно-творческого отдела в Туркменском государственном институте культуры, начальником отдела школ, музеев и библиотек Министерства культуры и телерадиовещания Туркменистана.
08.06.2007 — 11.01.2008 — министр культуры и телерадиовещания Туркменистана.
С 11.01.2008 — глава Пресс-службы Президента Туркменистана (пресс-секретарь), главный редактор газеты «Turkmenistanyn Prezidentinin metbugat capary».

## Варианты транскрипции имени и фамилии
- Имя: Какагелди